# Aileen Baviera
Aileen San Pablo Baviera (n. 26 august 1959, Manila, Filipine – d. 21 martie 2020, Manila, Filipine) a fost o politologă și sinologă filipineză. Ea a fost unul dintre cei mai importanți specialiști în China din țara sa.

## Carieră
În octombrie 1979 Baviera primit o diplomă de licență în Serviciul de Externe, magna cum laude, de la Universitatea din Filipine. Ca studentă a istoriei chineze moderne la Universitatea din Beijing, i-a fost permis să facă cercetare în China, pentru prima dată din 1981 până în 1983. Ea a învățat limba chineză, a primit o diplomă de la Beijing Language Institute și a călătorit în nordul și vestul a țării. În 1987 Baviera a primit o diplomă de master în studii asiatice, cu specializare în China și Asia de Est. Doctoratul în politologie urmat în 2003. Înainte de a locui în China, Baviera era de stânga, dar în timpul petrecut acolo a „învățat să recunosc și să evit superficialitatea propagandei politice, atunci când o vedeam, a lui Mao la fel de mult ca lui Marcos”.
Din 1980 până în 1986 a lucrat ca cercetător și profesor la Institutul Serviciului de Externe din Departamentul de Stat. Până în 1990, a predat la Facultatea de Științe Politice de la Universitatea din Filipine, iar apoi până în 1993 a lucrat în calitate de coordonator de cercetare în Centrul de Resurse de Dezvoltare Filipine-China. Din iunie 1993 până în mai 1998, Baviera fost șef al Centrului pentru Relații Internaționale și Studii Strategice de Institutul Serviciului de Externe și a predat în paralel din 1996 până în 1997 la Facultatea de Științe Politice de la Universitatea Ateneo de Manila.
Din iunie 1998 până în decembrie 2001 Baviera fost Director Executiv al Centrului de Resurse de Dezvoltare Filipine-China și, în același timp, până în iunie 2005, profesor asociat la Asian Center de la Universitatea din Filipine. Din septembrie 2003 până în octombrie 2009 ea a fost decan al acestei institutții. Din iulie 2005 a fost profesor, iar din iulie 2010 redactor-șef pentru Asian Politics & Policy of the Policy Studies Organization din Washington, D.C.. Cel mai recent, ea a fost Președinte și CEO al Asia Pacific Pathways to Progress Foundation.

## Deces
În dimineața zilei de 21 martie 2020 Baviera a murit de pneumonie cauzată de COVID-19 la San Lazaro Hospital, Manila. Ea a contractat boala pe 12 martie, când s-a întors acasă după participarea la o conferință de securitate în Paris, Franța. A fost unul din cei doi filipinezi delegați - celălalt fiind Dr. Alan T. Ortiz - care au fost expuși bolii la conferință și care mai târziu au decedat din această cauză.
Ea era văduva lui Jorge Villegas Baviera, care a murit în 2018, și a avut trei copii.